# Marik jezik
Marik jezik (ISO 639-3: dad; dami, ham), austronezijski jezik iz skupine bel, uže jezgrovne belske skupine unutar koje je jedini predstavnik južne podskupine. Govori ga 3 500 ljudi (1998 SIL) u provinciji Madang, u 10 sela kod rijeke Gogol.
Postoje sjeverni, južni i zapadni dijalekt.

## Vanjske poveznice
- Ethnologue (14th)
- Ethnologue (15th)